# Aigeus (Sohn des Phorbas)
Aigeus ist in der griechischen Mythologie ein Lapithe, Sohn des Phorbas, Bruder des Aktor, Enkel des Lapithes, Stammvater der Lapithen, und der Orsinome, er war König von Elis. Hauptquelle ist Diodors Historische Bibliothek.

## Name
Der Name kommt vom griechischen Αἰγεύς, Aigeús, lateinisch und deutsch auch Aegeus mit der Betonung auf der ersten Silbe Aégeus, Aígeus.
Zur Bedeutung gibt es zwei Möglichkeiten, erstens: Er kommt vom Adjektiv αἴγειος, aígeios, von Ziegen, mit dem etymologischen Kern αἴξ, aíx, Ziege, Geißbock, er wäre dann der Ziegenmann, ein unpassender Name für einen Heros; zweitens: vom Adjektiv αὐγήεις, augḗeis, glänzend, möglicherweise ähnlich dem berühmten Αὐγείας Augeías, Augias, er wäre dann substantiviert ein Mann „von brennendem Glanze“, der Glänzende, ein durchaus passender Name für einen königlichen Lapithen.

## Familie
Allein Diodor erzählt eine plausible Abstammungsgeschichte mit einer königlichen Thronfolge in Elis: „Phorbas bekam zwei Söhne, Aigeus und Aktor, die die Herrschaft in Elis erhielten.“ Für die Abstammung des Phorbas nennt Diodor unter den möglichen Vätern auch den Lapithes: „Von den Söhnen des Lapithes [ist] der eine Phorbas“, somit wäre Lapithes‘ Enkel Aigeus auch ein Lapithe.
Bethe meint, „der Sohn des Phorbas, der Bruder des Aktor, Aigeus,  ... ist niemand anderes als Augias, der König von Elis, dessen Ställe Herkules reinigte.“ Mit dieser Identifizierung wäre Aigeus erledigt.

## Mythos
Von Aigeus werden keine Taten überliefert, an der Kentauromachie nahm er nicht teil. Die Lapithen scheinen ein alter Volksstamm gewesen zu sein, der nach seinem Verschwinden im Mythos heroisch verklärt wurde. Sie siedelten ursprünglich im nördlichen Teil Thessaliens, tauchten aber auch weiter südlich auf, was „seinen Grund hatte in dem Bestreben auswärtiger Herrengeschlechter, sich mit dem mächtigen und ruhmvollen thessalischen Adel genealogisch zu verknüpfen. So begegnen uns Lapithen ... in Mittelgriechenland ... aber auch in der Peloponnes berichtet die Überlieferung von Lapithen ... die elischen Könige Augeias (bei Diodor 4, 69 Aigeus) und Aktor haben den Lapithen Phorbas zum Vater.“
Der Lapithe Aigeus (Augeias) konnte auf der Peloponnes die königliche Nachfolge seines Vaters in Elis antreten. Sein Name allein lebt im Mythos weiter.